# Theophilus Mayer
Theophilus Mayer MHM (* 15. August 1850 in Montreal, Québec; † 9. September 1900) war ein kanadischer römisch-katholischer Ordensgeistlicher und Weihbischof in Madras in Britisch-Indien.

## Leben
Theophilus Mayer wuchs in Oneida, New York auf. Später trat er der Ordensgemeinschaft der Missionsgesellschaft vom hl. Joseph von Mill Hill bei und empfing am 3. Dezember 1876 das Sakrament der Priesterweihe. Anschließend wurde Mayer als Missionar nach Britisch-Indien entsandt, wo er als Seelsorger an der Kathedrale St. Mary of the Angels in Madras und als Direktor der dortigen St. Mary’s School wirkte. Ab 1881 war er Generalvikar des Apostolischen Vikariats Madras (ab 1886 Erzbistum Madras).
Am 31. Juli 1894 ernannte ihn Papst Leo XIII. zum Titularbischof von Arcadiopolis in Asia und zum Weihbischof in Madras. Der Erzbischof von Madras, Joseph Colgan, spendete ihm am 4. November desselben Jahres in der Kathedrale St. Mary of the Angels in Madras die Bischofsweihe. Als Weihbischof war Mayer weiterhin Generalvikar des Erzbistums Madras. Zudem fungierte er ab 1899 als Präsident der Vereinigung der indischen Christen in der Präsidentschaft Madras (Indian Christians in the Madras Presidency).